# 2023年京津冀暴雨灾害
2023年京津冀暴雨灾害，又称海河“23·7”流域性特大洪水，是受颱風“杜苏芮”等多重因素影响，中国北方特别是京津冀发生于2023年7月底至8月初的强降雨及引发的灾害。受台风“杜苏芮”减弱低压环流和冷空气共同影响，7月27日以来，海河流域普降大到暴雨，局地特大暴雨，雨量超過历史极值，个别点位突破1000毫米。7月27日至8月2日，中国大陆多省市降暴雨，其中北京及周边地區遭遇11年來最大暴雨，并在华北平原西缘的浅山区及邻接平原区造成水灾。
7月28日至8月2日，海河全流域出现强降雨过程，累计面降雨量155.3毫米，降水总量初步计算为494亿立方米，超过海河流域"96·8"流域性大洪水。其中北京市83小时面降雨量达到331毫米，为常年全年降雨量的60%，最大小时雨量为北京丰台区千灵山站111.8毫米，超过了2012年"7·21"特大暴雨。受连续降雨影响，北三河、子牙河、永定河、大清河、漳卫南运河5大水系有22条河流发生超警以上洪水，其中6条河流超保、8条河流发生有实测资料以来最大洪水，大清河、永定河发生特大洪水，子牙河发生大洪水，海河流域发生了流域性特大洪水，这次特大洪水是1963年以来海河流域最大的场次洪水。水利部门调度京津冀84座大中型水库，充分拦洪削峰错峰，累计拦蓄洪水超过28.5亿立方米；大陆泽、宁晋泊、小清河分洪区、兰沟洼、东淀、共渠西、献县泛区、永定河泛区等8处蓄滞洪区相继启用滞洪，合计最大蓄洪25.3亿立方米。
此次降雨过程为北京地区有仪器测量记录140年以来排位第一的降雨量，是1963年以来海河流域降雨最大的一次。由于洪水来势凶猛、多条地跨京冀界河流汇入，保定涿州市是河北省受灾最为严重的地区之一。这也造成1963年以来天津遭遇的最大一次洪水，被定性为海河流域性特大洪水，并被水利部命名为海河“23·7”流域性特大洪水。自8月2日起降雨重心从京津冀地区转移到东北，东北地区出现强降雨和强对流天气，部分河流发生洪水，对当地造成严重灾害。
据澎湃新闻統計，截至8月18日，整个京津冀地区超五百万人受灾，超过一百八十万人紧急疏散，已造成62人死亡、34人失联。其中北京近129万人受灾，财产损失还在持续统计中；河北省388.86万人遭受洪涝灾害，直接经济损失958.11亿元。

## 天气预警
2023年7月28日上午，超强台风杜苏芮登陆中国福建泉州晉江市沿海。中国中央气象台同日傍晚升级发布最高级别的暴雨红色预警，是自2010年正式启用预警发布机制以來的第二个暴雨紅色预警，上一次在2011年9月29日。當時預計河北省、北京市、天津市以及山西省、河南省和山東省部分地區會有大到暴雨，京津冀部分地區更有特大暴雨，雨量達到200至450毫米。河北省根据气象预测，5号台风登陆后，后续会对大清河流域造成严重影响，大清河北支由于没有大型水利工程拦蓄洪水，保定各水文站全员到岗到位，24小时值班，密切关注雨水情变化。
受台风“杜苏芮”和冷暖空气共同影响，自7月27日起，河北大部出现强降雨过程。7月27日16时，河北省水利厅启动洪水防御Ⅳ级应急响应，并于28日22时将洪水防御Ⅳ级应急响应提升至Ⅱ级，预报受今年第5号台风“杜苏芮”登陆影响，7月29日至8月1日，石家庄、保定、廊坊、邢台和雄安新区降雨较大，北三河、永定河、大清河、子牙河等河系可能发生较大洪水。7月28日，河北省水利厅专门印发通知，对台风应对提出具体措施，并派出5个工作组赶赴重点地区。7月28日下午河北省印发了《河北省自然资源厅关于做好五号台风“杜苏芮”防范应对工作的紧急通知》，召开了地质灾害防治工作紧急调度视频会议，对全省防范强降雨地质灾害防治工作进行了再安排再部署。
7月29日上午11時，河北省气象台升级发布暴雨红色预警信号， 预计7月29日到31日，河北省将有持续性强降雨过程，大部分地区有暴雨到大暴雨（累计60-200毫米），其中保定、雄安新区、石家庄、邢台、邯郸的部分地区有特大暴雨（250-450毫米），局地累计可达600毫米以上。当日12时，保定市气象局调整气象灾害（暴雨）Ⅲ级应急响应为Ⅰ级应急响应。7月30日10时河北省水利厅和河北省气象局联合发布山洪灾害气象预警。河北省防汛抗旱指挥部决定于7月30日20时针对保定市、廊坊市、雄安新区启动防汛防台风Ⅰ级应急响应。河北省水利厅决定自2023年7月30日23时起，全省洪水防御应急响应等级由Ⅱ级提升至Ⅰ级。7月31日5时，河北省气象台继续发布暴雨红色预警信号。
29日下午5时30分，北京市气象台升级发布暴雨红色预警信号，预计7月29日夜间至8月1日夜间，北京市将出现大暴雨，西部、南部特大暴雨。7月31日上午11时北京市升级发布洪水红色预警，预计31日中午12时至下午2时，房山区大石河流域漫水河断面将出现红色预警标准洪水。
8月1日，因應北京市雨勢減弱，北京市氣象台改發布暴雨黃色预警信号。
8月2日，北京市氣象台於當天7時30分解除暴雨黄色预警信号，同時於6時15分解除雷电黄色预警信号。 河北省气象台於當天07时10分解除暴雨预警信号。
京津冀晋豫5省市水利部门共发布县级山洪灾害预警1.19万次，共采集报送雨水情监测信息142万余条，滚动发布洪水预报2035站次，向社会发布江河洪水预警90余次。
9月12日12时，保定市防汛抗旱指挥部办公室终止市本级防汛Ⅳ级应急响应；同时终止对涿州市、高碑店市、定兴县、涞水县的防汛Ⅲ级应急响应。通告保定市已进入后汛期，受前期强降雨影响，部分水库仍处于高水位运行，部分行洪河道行洪仍将持续，出现险情的概率依然存在，请各县(市、区)及各成员单位充分认清当前防汛形势，扎实做好防范应对工作，确保后汛期安全。

## 降雨及洪水

7月28日至8月1日降水情况

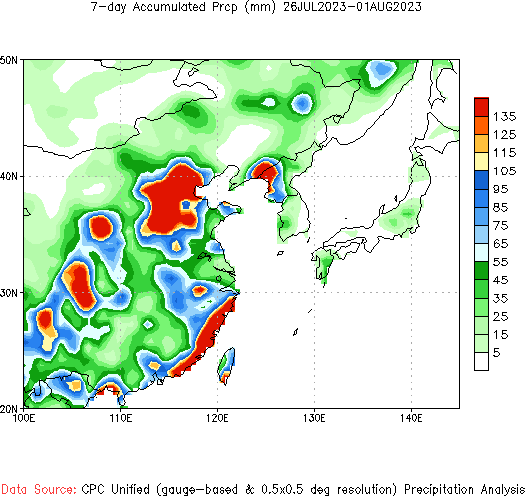
美国国家海洋和大气管理局统计的中国区域7天降雨数据（截止2023年8月1日）

2023年7月28日9时55分前后，超强台风杜苏芮以强台风级（50米/秒）在福建省晉江市沿海登陆，杜苏芮”被认为不仅是63年来首登福建的最强台风，也是今年以来对中国影响最大的台风。其造成福建266.69万人受灾，直接经济损失147.55亿元。29日早晨移出江西省后继续快速北上，其残余环流携带了大量水汽开始影响到华北、东北等地。7月28日凌晨，第6号台风“卡努”（Khanun）正式编号。逆时针旋转的热带气旋和顺时针旋转的副热带高压形成合力，将“卡努”的大量水汽向西北输送到华北北部，两大台风的水汽在京津冀接踵而至。
7月29日晚間8時至31日早晨8時，北京全市平均降雨量140.7毫米，城區平均143.5毫米，房山區平均298.4毫米，門頭溝區平均277.9毫米；最大降雨出現在房山区新村，500.4毫米；最大小時雨強出現在丰台区千灵山，31日10至11时111.8毫米/小时。
北京市氣象台指，由7月29日20时至8月2日7时，本次降雨天气过程记录到的降雨量极值出现在昌平区的王家园水库，为744.8毫米，打破1891年7月23日609毫米和2012年7月21日519毫米的強降雨雨量記錄。全市平均降雨量276.5毫米，城区平均244.9毫米，西南461.4毫米，西北272毫米，东南226.9毫米，东北198.1毫米；城区最大降雨在丰台千灵山，为603.6毫米；全市最大降雨在昌平王家园水库，为744.8毫米；最大小时降水强度丰台千灵山111.8毫米/小时（31日10时至11时）。據《中新網》報道，截至8月1日9時，最大累計降雨在邢台市臨城縣赵庄乡梁家莊村，為1003.0毫米。氣象專家指該場暴雨「極端罕見」，超過當地一年約500毫米左右總降水量。相當於此次過程僅用兩天的時間，就下了相當於正常年份兩年的雨。降雨量更超過颱風杜蘇芮登陸時在浙江省造成的861毫米最大降水量。相比之下，世界最湿润聚落毛辛拉姆在2022年6月17日创下的24小时降水记录为1003.6毫米，与处于中纬度冷草原（半干旱）气候的临城本次两日的降雨相当。
據微博「中國氣象愛好者」分析該暴雨成因是由於大型颱風在華北地區撞山導致後果極其嚴重。除了受到颱風杜蘇芮殘餘環流影響外，西北太平洋另一颱風卡努送水，導致華北平原水氣增多使本場暴雨得以加劇，強降雨天氣要待到杜蘇芮殘餘環流徹底消散才會減弱。中國中央氣象台首席預報員馬學款坦言「極端罕見」，可從五個方面可以體現此次降水極端性：強降水持續時間長、影響範圍大、累計雨量大、局地降水超極值、地形分佈特徵明顯，當中降水過程持續時間超過72小時。
受强降雨影响，海河流域发生流域性大洪水。北三河、永定河、大清河、子牙河、漳卫南运河5大水系有22条河流发生超警以上洪水，其中6条河流超保、8条河流发生有实测资料以来最大洪水。
國家氣象中心副主任張恆德表示，京津冀城市群的強降雨屬歷史罕見，特點是持續時間長、累計雨量大和極端性強，原因很複雜，但主要有三個原因，包括水氣條件充沛、高壓系統的阻擋，以及山脈地形的抬升作用，為有關地區的防範帶來嚴重挑戰，導致多地出現内澇、山洪、地質災害等。其中7月29日至8月1日，受颱風杜蘇芮殘餘環流北上影響，京津冀出現暴雨到大暴雨、部分地區特大暴雨，累計降雨量400至600毫米，北京西南部、河北中南部部分地方超過600毫米。

## 影响及灾情

### 北京市
暴雨前，北京市门头沟区根据地质灾害预警级别和洪水预警级别等划定了转移人员的范围，并在此基础上扩大疏散人员的范围。门头沟区山区紧急转移群众约5,000人。
北京市宣佈停止地下公共娱乐场所经营活动，停止有组织的室内、室外文化体育娱乐活动；停止学校全部线下教学活动，停止培训机构全部线下培训活动；在建工地全部停工；所有景区景点、户外露营地、公园、林场也暂时关闭。當局對将视情况实施临时交通管制等系列措施。
2023年7月30日，北京市防汛指揮部啟動全市防汛紅色（一級）預警響應，提醒市民非必要不外出；所有景區、公園等關閉。天安門廣場、故宮博物院、頤和園、八達嶺長城景區等暫時封閉。 
7月31日，北京故宫有8处轻度积水，最大水深6厘米，院方稱雨水在雨后半小时内完全排出。位于门头沟区潭柘寺鎮的「頂奢酒店」北京悉曇酒店在暴雨中被洪水围困，有住客表示斷水斷電沒網絡信號，被洪水肆虐過的酒店設施面目全非，雜物、樹木、淤泥佈滿一地，木質棧橋上有墜落的石塊，水皆變成泥黃色，露天無邊泳池變得泥濘不堪等，酒店官方於2023年8月1日在新浪微博回應指已順利將賓客送離酒店。

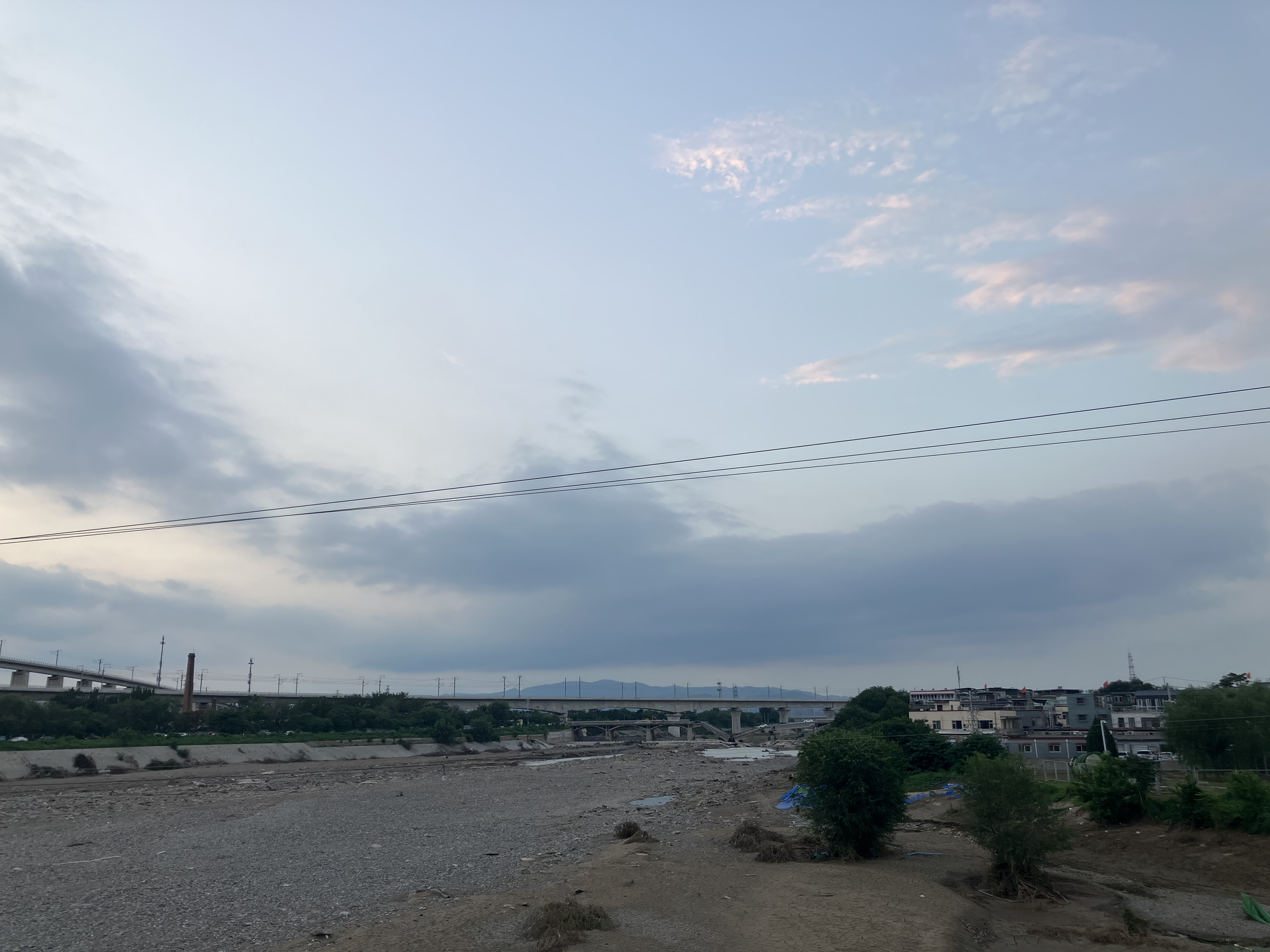
在2023年京津冀暴雨中被泄洪冲垮的北京市丰台区小清河桥

门头沟区因暴雨向永定河洩洪，周邊主幹道臨時管控，水深達到0.5米，有房屋被沖落河流。而房山区大石河等流域洪水水位也超標，沿途多處出現險情。據《中國小康網》報道，「涪城一號」衛星於7月31日晚間拍攝房山區大石河流域，影像顯示，水體面積明顯大增，農田大面積淹水，多條道路被阻斷。由於永定河水位急劇上漲，泄洪造成丰台区小清河橋西向東第四跨位置發生垮塌，停在橋上的五輛汽車落水，但不涉及人員落水情況。800多年歷史之盧溝橋則屹然無恙。永定河沿岸的多座公园，包括新首钢公园，都不同程度的受灾，甚至有些公园已经被淹没。
8月3日10时起，北京市延庆区白河堡水库开始向下游河道泄洪，泄洪流量30立方米/秒，其中通过白河下泄流量为25立方米每秒，通过补水渠下泄流量为3立方米每秒，通过南干渠泄洪流量为2立方米每秒。當天门头沟区啟動第一輪消殺。
截至8月4日16时，北京已恢复通信基站742处，所有失联村全部复联。
8月6日上午，国家防总、应急管理部等部门进行防汛视频会商调度。相关部门提到北京基本转入灾后恢复阶段。
截至8月6日，房山城区已无内涝积水点，城区可以正常供电，除城关街道2万户需供水外，其他城区街道已恢复供水。8月7日，房山區农村地区96个村庄恢复供水。門頭溝區发现地质灾害179处。
8月9日，北京市委常委、市政府常务副市长夏林茂表示，接下来，全市将统筹规划，全面做好灾后恢复重建工作。总的思路是一年基本恢复，三年全面提升，长远可持续发展。

#### 交通运输
受京津冀地区强降雨影响，国铁北京局辖下多趟列车需要临时停运。截至2023年7月31日中午，北京西站12趟始发列车停运，部分列车晚点；北京丰台站31趟列车停运。

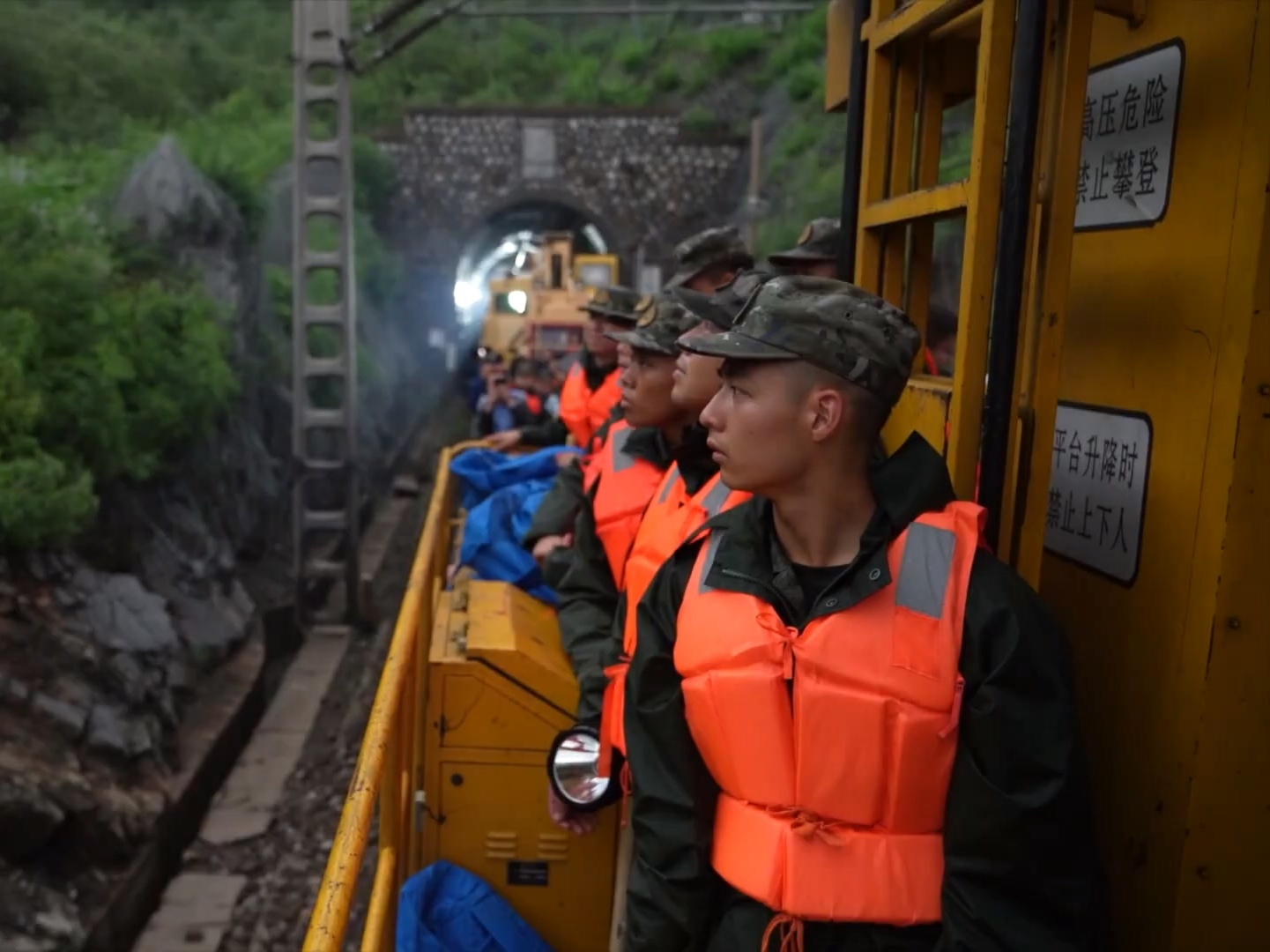
武警前往救援受困的K396次旅客列车

丰沙铁路受降雨影响遭受严重水害，部分区段路基被掏空。有多列客车原定7月30日到達北京，但因强降雨而被滞留在门头沟地区。K396次列车在7月30日上午滞留在落坡岭站附近，Z180次列车则于同日中午起滞留在安家庄站；而K1178次列车则滞留于地势较高的沿河城站内。北京局集团北京西车务段相关工作人员于31日疏散K396、Z180列车的乘客至附近铁路职工宿舍和村民家中暂避，并安排武警通过徒步、空投等方式为受影响乘客提供补给物资。但当地因洪水而停水停电，没有移动网络信号；且因受困乘客较多，人员安置仍有压力，食物及相关物资只能优先提供给老人及小孩，故有数名年轻乘客冒雨徒步数小时离开村庄。2号凌晨雨势减弱后，当局安排K396次列车的首批328名中青年乘客徒步下山离开落坡岭，并在斜河涧站乘坐接駁列車，于清晨8时抵达北京丰台站。8月2日晚间6时许，因强降雨被困于沿河城站的K1178次列车旅客搭乘高铁抵京。
除上述三列客车外，7月31日由西安站开往北京站的Z44次列车，亦因暴雨滞留在石家庄，车上乘客缺水缺粮超20多个小时。列车在一日后折返回西安。
此外，受暴雨影响，京原铁路也遭遇了较为严重的水害，部分区段被泥石流掩埋。但由于途经客车少、封闭线路及时，未产生旅客滞留情况；与丰沙铁路交叉傍行的京门铁路门大段多处路段亦被掩埋或冲毁。另由于暴雨导致永定河水位不断上涨，铁路部门组织两列共93辆货运列车驶上京广铁路跨永定河5号铁路桥，采用“重车压梁”的方式确保桥梁和线路安全。京原铁路进京客运列车直至2023年11月15日才恢复开行。
2023年7月31日，網傳片段指北京大興國際機場受暴雨影響導致停機坪嚴重積水。北京地鐵大興機場線一度停運，部分於該機場或北京首都國際機場降落航班被迫備降天津、石家莊、呼和浩特等地。

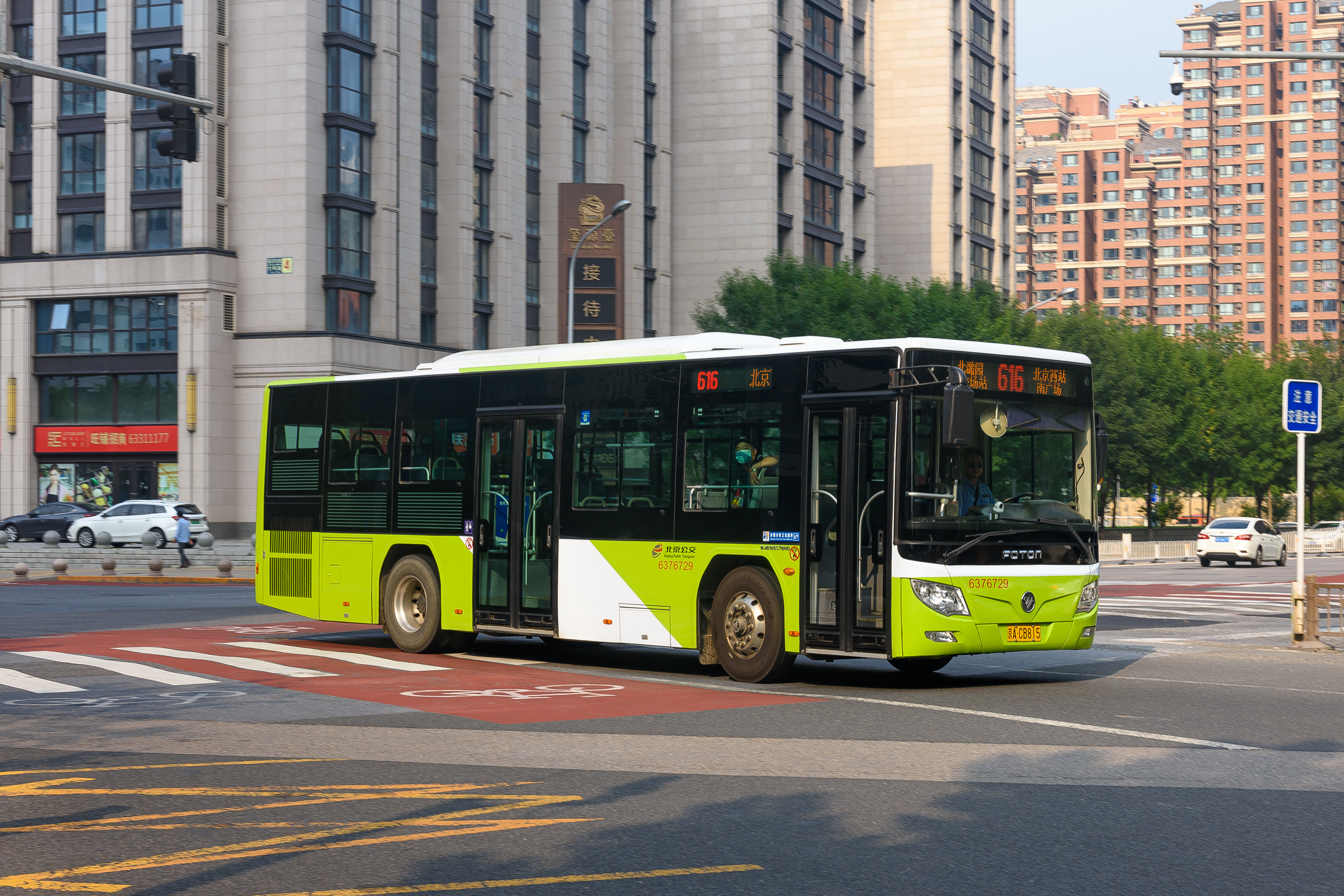
受洪水影响，房山北潞园往返北京西站的北京公交616路因部分原有车辆浸水，临时从房山区内线借调车辆行驶

部分公交線路以及地鐵燕房線受強降雨影響而停駛。
2023年8月9日，河北涿州至北京六里桥838公交恢复正常运营。截至當天上午11点，北京公交集团恢复运营线路超过300条。
丰沙铁路2023年8月8日抢通后恢复货运列车开行，但在2023年雨季结束后仍然不具备安全开行旅客列车的条件，经过线路整修、设备维护、环境治理等补强工程后于2024年雨季未发生断道，经国铁集团综合检测和安全评估后于2024年11月10日起逐步恢复旅客列车通行。

#### 旅游景点
2023年8月15日，卢沟桥景区、中国人民抗日战争纪念雕塑园恢复开放。

#### 人员伤亡
由於門頭溝區自2023年7月29日晚间开始连续遭遇强降雨，截至目前门头沟强降雨已致2人死亡。網上流傳民眾拍攝洪水退去後的影像，發現街道上有罹難者遺體。
8月1日，中國中央電視台引述北京市防汛抗旱指揮部報道，截至當天6時，該輪強降雨已造成11人遇難，包括門頭溝區4人、昌平區4人、房山區2人、海淀區1人。其中北京市消防救援總隊海淀消防支隊1名消防員，在救援中遇難，經應急管理部批准，將該支隊北安河消防救援站消防員馮振為烈士，國家消防救援局為馮振追記一等功。門頭溝區1名鄉鎮幹部在巡查過程中遇難。另有27人失蹤。該市應急局表示，在早前公布的失聯人員中，有14人已經取得聯繫，確認安全。
8月2日，北京藍天救援隊發布消息指，在此次強降雨搶險救災中失聯的房山藍天救援隊女隊員王宏春已於8月1日尋獲，證實不幸遇難，終年41歲。王宏春在強降雨發生期間隨隊奔赴白草窪村協助疏散災民，留守大橋期間遇上河道突發洪峰，她與多名隊友墮河，其他人較早前獲救幸存。
截至8月8日24时，北京市因灾死亡33人，主要由洪水冲淹、冲塌房屋等原因造成；因抢险救援遇難5人。还有18人失踪，包括1名抢险救援人员。

### 天津市

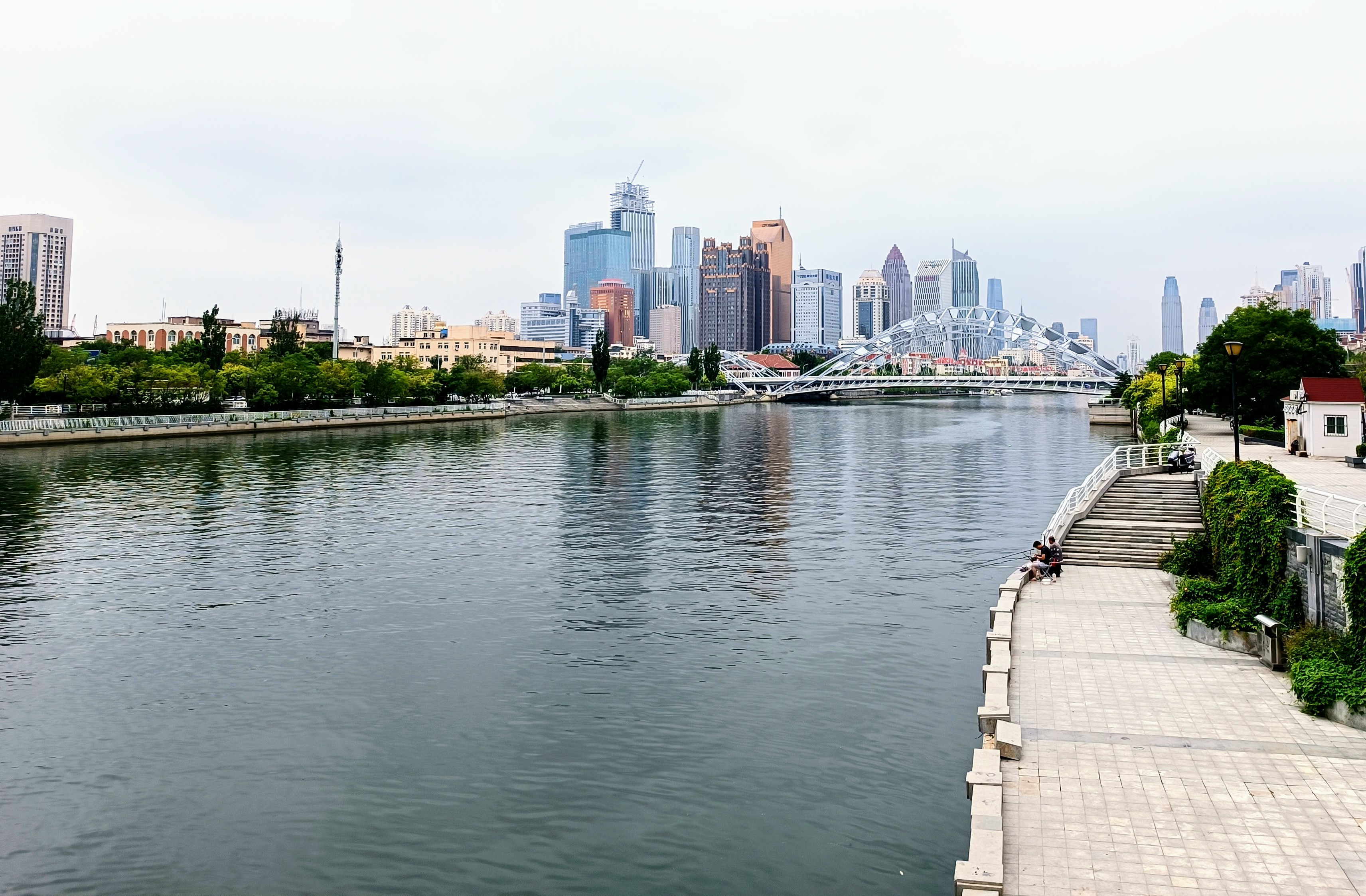
2023年8月7日洪峰过境天津市时的海河干流，因天津市采用独流减河和子牙新河以及多个蓄滞洪区泄洪，所以海河干流天津市区段并未出现明显河水上涨。

“九河下梢”的天津，承担着海河流域75%的洪水下泄任务。汛情发生以来，永定河、大清河、独流减河等河流水位快速上涨，天津防汛形势极为严峻。受上游強降雨影響，天津市於2023年8月1日1時起將市防洪Ⅲ級應急響應升級為市防洪I級應急響應。
8月1日2时国家防总启用大清河东淀蓄滞洪区。截至8月3日12时，天津市静海区东淀蓄滞洪区内台头镇、独流镇、王口镇辖区的3万余名群众进行了安全转移。
8月1日晚永定河洪水水头抵津后，流量持续上涨。据天津市水科院测算，从河北省泄洪区到天津约200多公里，以洪水在河道的最快流速计算，至少需要3至4天。蓄滞洪区一定程度上减少了洪水下泄速度。
8月4日12时，大清河新盖房分泄洪水水头位置到达天津市界，距离台头2.0公里，距离第六埠17.0公里。12时台头站水位5.14m。天津全市转移安置80085人，水利部官员表示这是1963年以来天津遭遇的最大一次洪水，被定性为海河流域性大洪水。
8月6日17时，天津市发布大清河洪水红色预警，独流减河进洪闸下泄流量582立方米/秒，大清河第六堡水位4.46米，大清河河道将超过保证水位。
8月7日，西青区东淀蓄滞洪区辛口镇的3.8万亩地全都淹没，全部6900个大棚，只能看到棚顶。静海区东淀蓄滞洪区内大清河以北地区2.28万亩耕地，其中台头镇1.9万亩全部被洪水淹没。中央物资再次紧急调运支援天津抗洪抢险。
8月8日，上游洪水自献县枢纽抵达滨海新区子牙新河下泄入海，太平镇沿线20公里耕地被淹没。
8月9日凌晨2时至6时，大清河台头段水位达到6至6.1米，独流减河进洪闸（第六埠段）水位达到5.3米，独流减河进洪闸下泄流量达到1250至1300立方米每秒，大清河水位和下泄流量均达到本次行洪的峰值。东淀蓄滞洪区大清河老龙湾、水高庄、第六埠、杨柳青4个退水口门全部开启，加速向独流减河分泄洪水。应急管理部自然灾害工程应急救援中心、解放军、武警官兵、央企及天津市施工企业组成的应急抢险队伍9600余人在大清河抗洪一线参与防洪抢险。滨海新区消防救援支队启用救援艇协助巡查子牙新河水情。中央调拨的第5批救援物资抵达天津。
截至8月9日17时，永定新河累计下泄入海10.01亿立方米，大清河已累计向独流减河行洪4.21亿立方米，独流减河累计下泄入海3.64亿立方米。子牙新河已累计下泄入海2.92亿立方米。通过这三条河流下泄入海的水量达到16.57亿立方米，相当于115个西湖的水量，行洪仍在持续进行中。
8月10日晨接报，大清河段上游河北省文安县滩里镇滩里干渠东侧堤防发生决口，洪水向静海区境内急速分泄，天津市紧急加固抢险。
8月14日，天津解除永定河洪水红色预警。天津36个村转移安置人员回迁。
7月27日至8月14日，天津市累计承接上游洪水29.2亿立方米，下泄入海水量24.44亿立方米，预计后续还有12.3亿立方米洪水入境，洪水退水过程将持续到9月底。
8月15日至8月19日11时，永定河泛区武清区洪水逐渐消退，受淹地区村镇、街道、农田相继退水排涝，比预定时间提前3天完成。
8月18日7时，天津市水文水资源管理中心将大清河洪水红色预警降级为橙色预警。大清河水位持续下降，西青区第六埠站水位已降至洪水红色预警标准以下。
8月19日14时，天津市水文水资源管理中心将大清河洪水橙色预警降级为黄色预警。大清河水位持续下降，西青区第六埠站水位已降至洪水橙色预警标准以下。
8月21日9时，天津市水文水资源管理中心将大清河洪水黄色预警降级为蓝色预警。大清河水位持续下降，第六埠站水位已降至洪水黄色预警标准以下。将针对静海、西青2个区的市防洪Ⅱ级应急响应调整为防洪Ⅲ级应急响应。

### 河北省
截至8月1日中午，強降雨在該省造成至少9人死亡，6人失蹤，超過54萬人受災，並陸續啟用7處蓄滯洪區轉移84萬名群眾。省防汛抗旱指揮部表示，自7月27日起全省大範圍出現強降雨，平均降雨量超過137毫米，其定保定市錄得350毫米降雨量，定州市錄得319.7毫米降雨量。降雨較大縣為保定市竞秀区492毫米、保定市莲池区484.3毫米、保定市满城区477.3毫米、石家莊市井陉县451.8毫米、石家莊市贊皇縣440.7毫米；最大降雨點邢臺市臨城縣臨城趙莊梁家莊1,008.1毫米。經統計此次暴雨造成河北省87個縣（區）540,703人受災。受强降雨影响，海河流域子牙河水系滹沱河黄壁庄水库7月30日23时入库流量涨至3615立方米每秒，依据水利部《全国主要江河洪水编号规定》，编号为“子牙河2023年第1号洪水”，为今年中国大江大河首次发生编号洪水。
自7月27日至8月3日，依据上游河道雨水情信息，省水利厅对子牙河水系滹沱河上的岗南、黄壁庄水库进行联合调度运用14次。西大洋等25座大中型水库超汛限水位，陆续有序放水泄洪。8月2日8时至3日8时，全省各水系共发生涨水过程10次。其中，大清河水系发生2次，最大涨水过程为8月2日10时新盖房分洪道新盖房水文站（雄县）每秒2790立方米。
自7月30日20时起，为了分泄洪水，河北已陆续启用宁晋泊、大陆泽、小清河分洪区、兰沟洼、东淀、献县泛区、永定河泛区共7处蓄滞洪区。河北省内共有国家级蓄滞洪区14个，在一次洪水过程中启用7个蓄滞洪区，是自1963年以来的第一次。
8月3日，河北省應急管理廳表示，為保障行洪安全，緩解京津防汛壓力，河北陸續啟用小清河分洪區、蘭溝窪、東澱等7處蓄滯洪區，分減洪水18億立方米。至當天該省一共轉移接近123萬人，其中蓄滯洪區轉移接近86萬人。
截至8月5日，强降雨已導致河北省98个县区883个乡镇遭受洪涝灾害，受灾人口222.29万人。截至8月4日8时，河北省累计派出3385个工作组，调动物资价值1.5亿元，转移群众154.02万人，其中蓄滞洪区转移96.12万人。
8月6日上午，国家防总、应急管理部等部门进行防汛视频会商调度。相关部门提到河北基本转入灾后恢复阶段。
截至8月6日17时，河北省已抢通1470处因洪水交通阻断公路。截至8月10日，河北全省近九成水毁公路抢通。
截至8月10日，经初步统计全省因灾死亡29人，其中6人为先前失联人员，目前还有16人失联。全省有388.86万人遭受洪涝灾害，洪涝灾害波及110个县（市、区），农作物受灾面积31.97万公顷，其中绝收13.15万公顷，倒塌房屋4.09万间，严重损坏房屋15.55万间，受损中小学校、幼儿园1150所，受损医疗机构1871家，灾区交通、电力、通讯、水利等基础设施受损严重，全省直接经济损失958.11亿元。降雨量100毫米以上笼罩面积达9.72万平方公里，占全省国土面积的51.5%，其中200毫米以上笼罩面积5.36万平方公里，为1963年“63·8”洪水以来的最广范围。全省降雨量折合水量275亿立方米，保定、石家庄、邢台等局部地区24小时降水量超过400毫米，本轮降雨的最大点发生在邢台市临城县梁家庄村，累计降雨量达1008.5毫米。子牙河、大清河、永定河发生编号洪水，邢台市沙河朱庄水库最大入库洪峰7820立方米每秒、洪峰流量为百年一遇，涿州市北拒马河流量最大峰值达4500立方米每秒，永定河廊坊市固安水文站洪峰流量为有水文记录以来最高值。全省累计转移群众175.74万人，其中蓄滞洪区97.84万人。7个蓄滞洪区累计分洪41.2亿立方米，最大蓄滞洪量23.5亿立方米，最大淹没面积1399平方公里，当前淹没面积1239平方公里，均已进入退水阶段。
8月底，应急管理部派出救灾工作组赴河北实地查看灾情，查看中央及地方救灾物资发放使用情况。

#### 石家庄市
2023年7月30日晚间10时许，位于石家庄市井陉县秀林镇境内的石太铁路下行线甘陶河大桥被冲断，井陉至南张村区间被迫使用未受影响的上行线双向维持运营 。

#### 保定市
2023年7月29日至8月1日保定市全区出现大暴雨和特大暴雨，总降水时长超过了80个小时。全市平均降水量357.2毫米，最大雨强82.2毫米/小时。250毫米（特大暴雨）以上降水面积占比辖区面积的90%。最大降水量易县紫荆关752.7毫米，主城区最大极值为竞秀区江城乡642.5毫米；最大日降水量为491.7毫米，超过此前的历史记录400.8毫米。本次特大暴雨以上降水面积覆盖全域，超过“63.8”“96.8”“12.7”“16.7”等特大暴雨过程，其降水过程为有连续观测记录以来（1951年）最强降水过程。主城区虽过洪总量超4000万立方米，约三个西湖的蓄水量，但由于环城水系工程等城市防洪体系建成，防洪排涝能力加强，未出现溃堤、漫堤、漫溢现象，并缓冲了主城区和雄安新区的防汛压力。
7月31日，保定市防汛抗旱指挥部决定，全市所有党政机关、企事业单位，除参与防汛抗旱救灾工作和应急值班值守人员外，其他人员一律居家办公，非必要不外出。7月31日12时，根据拒马河、大石河的水情，综合考虑上游来水情况及《保定市水利局关于启用小清河分洪区的建议》，保定市防汛抗旱指挥部决定启用涿州小清河分洪区，转移7个乡镇、67个村、8.6万人。7月31日23时30分，根据北拒马河、琉璃河、白沟河当前水情，综合考虑上游来水情况，保定市防汛抗旱指挥部决定于启用兰沟洼蓄滞洪区分滞洪水，转移涿州、高碑店、定兴3个县（市）、13个乡镇、234个村、22.7万人。此外，南水北调左岸排水转移受险15.1万人，河道内村庄转移4.1万人，山洪受灾转移2.6万人，地质灾害转移5337人，危旧房屋转移1755人，水库下游村庄转移2236人，尾矿库转移20人。截至8月2日13时，保定境内93座水库中，10座大中型水库全部处于超汛限水位状态，83座小型水库有67座溢流。保定市对大清河水系唐河上游的西大洋水库自7月31日开闸泄水，截至8月4日，进行连续调度7次，最大泄洪流量控制在每秒400立方米以内，减轻水库防洪压力。
此轮强降雨持续时间长、累计雨量大，导致保定全部22个县（市、区）遭受洪涝灾害，285个乡镇受灾。截至8月5日12时，全市受灾人口110.69万人，紧急转移涉险群众62.7万人；累计报告因灾死亡10人，失联18人；农作物受灾面积7.9万公顷，其中绝收面积1.61万公顷；倒塌房屋4448间，严重损坏房屋7286间；水毁桥梁共计284座，农村公路水毁里程550多公里；直接经济损失169.95亿元。

##### 涿州市

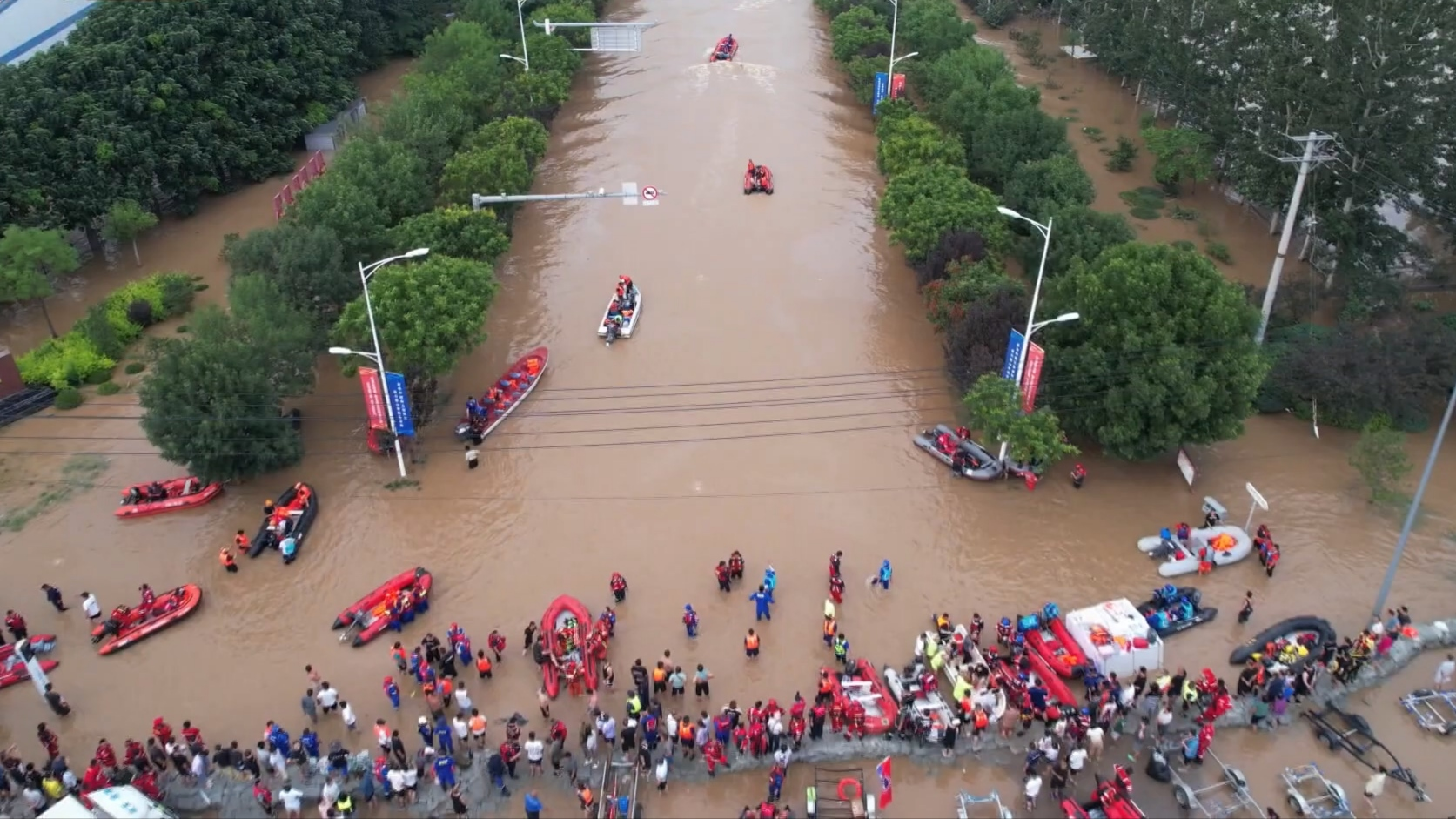
救援力量在涿州高新技术产业开发区转移受困群众

据涿州当地群众向财新记者反映，以码头镇孟家街村的情况为例，在决定启用小清河分洪区之前，村民并没有提前撤离。2023年7月31日中午决定启用后的紧急撤离通知也没有引起村民的重视，且被认为非常不现实。在水位猛涨进入村内时，原定转移的大巴车还没有消息，村长只好号召大家自行转移，村民通过微信群不断向救援队求救联系。位于琉璃河畔的码头镇西刘庄村，洪水来得较早。7月31日5时40分许，村民们听到喇叭广播，让大家转移，但水流已开始进村。稍远的浮洛营村、涿仝村村民在上午通过微信群、村广播等收到通知，他们认为此时已来不及转移。有人称，通知让村民们转移到二、三层楼上或作为临时安置点的涿州三中，而涿州三中距离主干道集散点直线距离约8公里。也有部分户籍不在当地的居民称未收到预警信息。因此次洪水来势凶猛、涉及范围广，很多蓄滞洪区外的范围也被严重淹没，多地群众被困。除了民众轻视，此次也暴露出很多基层政府在群众转移过程中效率低下、保障落后、应急预案及落实上存在问题。由于地跨京冀界的多条河流下游承接洪水的涿州、保定等地，防御标准与北京有很大差异，防汛演练多以城市平原为主，中小尺度的气象预警精准度相对困难，气象站观测仪器受强降雨影响供电和通信中断，使得涿州成为此次洪水最严重的地区之一。
2023年7月29日起，涿州遭遇持续强降雨，截至7月31日20时累计雨量超过300毫米，其中29日20时至30日20时降雨量达到204毫米，为当地有气象记录以来7月单日降雨量第三名。7月29日08时至8月1日11时，涿州市全市平均降水量355.1毫米，最大降水量为两河村435.7毫米，多个乡镇、街道降水量均超300毫米。连续强降雨致涿州部分地区出现严重内涝。7月31日晚，河北涿州所有河流启动红色预警，所有河流防洪进入紧急状态。
8月1日凌晨2时，大清河发生特大洪水，涿州西部北拒马河上游张坊水文站最大洪峰流量达到6200立方米/秒，为有实测资料以来第二位，远超北拒马河涿州段660立方米/秒的标准洪水行洪能力。涿州北部琉璃河上游漫水河水文站洪峰流量达到3700立方米/秒，远超琉璃河750立方米/秒的标准洪水行洪能力。大量洪水从涿州市西部、北部涌入，尤其是两股洪水汇入白沟河，远超出其2000立方米/秒的标准洪水行洪能力，汛情形势异常复杂。8月1日15时，大清河水系白沟河东茨村水文站水位已到27.22米，河北省水文勘测研究中心发布保定市涿州市东茨村洪水红色预警。
距離北京70公里的涿州市災情嚴重，部分地區被洪水圍城成了「孤島」，全城停水加上部分停電，河流附近區域幾乎完全泡在水裡，農田被淹沒，道路也被迫中斷。據《中國小康網》報道，「涪城一号」衛星也結合涿州市災前衛星影像做對比，歷史水體面積約為15平方公里，而新增的水體面積約21.55平方公里，受災耕地面積則是約8.45平方公里。境內的北拒馬河、小清河、白溝河等河流流量皆增加。
雙塔街道水尚仁佳小區被洪水圍困，小區樓宇訪邊出現一個大坑，居民斷水斷電斷氣當時超過20小時，當地應急管理局工作人員稱，救援隊集中在碼頭救援，暫時無法派人到小區，被困居民只能先登高避險；而位於碼頭鎮丹佛爾灣小區內也有多名居民被困屋內，有受困人士指洪水已漫過一樓天花板位置，他只能到二樓避難，手機即將無電，急需救援。
涿州市公安局表示，当地需要大量的船只转移群众。涿州当地全域停水，部分区域停电。稍后涿州市公安局再发布微博称，救援人员急需照明设备方便夜间救援。有位于城西的桃园街道大马村网民称水深已过四米，请求救援。
涿州的图书业在洪水中损失惨重，位于西南物流园内近百家图书企业的仓库和印刷厂被淹。中国图书网（中圖網）仓库的员工连夜搬运沙袋，但洪水仍然漫进仓库，数十名员工则被困在办公楼顶，水位已漫到二樓。此后附近一間膠帶廠又傳出刺鼻的異味，有員工不適嘔吐，所有受困人士於凌晨起獲救並於8月2日上午9時前已全部被救出。
8月2日中午，國家消防救援局啟動消防救援隊伍跨區域增援預案，調派山東省消防救援總隊500名消防指戰員、76艘舟艇到河北增援，同時派出水域救援專家組到涿州指導救援工作。不少災民斷水斷電斷糧，甚至與親友失去聯絡，有救援隊指該輪水災與2021年7月河南水災相比，救援難度複雜，除了水位深度，當地的洪水雜物較多，鐵片、樹枝，甚至電線等障礙，隨時可能阻攔、破壞船艇。儘管已經有不少隊伍參與救援，但依然缺乏專業的救援工具，「很多橡皮艇作業後都出現了破損，只能緊急修補再投入使用」。 
涿州市刁窩鎮有學校安置來自周邊6個村莊的1400餘名村民。8月1日晚，學校周邊水位突然猛漲，村民被困。當局於8月2日晚開展人員救援轉移工作；被困群眾3日上午11時許獲全部轉移。
8月4日，涿州市主城区积水基本退去。据河北省水利厅预测降水结束后，后期由于河道水位回落还有3到4亿的水要过境涿州。8月5日起，该市开始对主城区展开防疫消杀工作。截至8月6日7时，有93个断电社区恢复正式或临时供电，恢复超过九成。
8月7日，由河北省应急管理厅调拨的第五批支援涿州的救灾物资运抵涿州。
涿州发生汛情后，据统计，共有各类专业应急救援力量300余支、6913人参与现场救援，投入舟艇1380艘、车辆装备1545台、直升机4架、卫星通信及物资投运无人机12架。
8月11日，涿州多家商超、农贸市场、快递网点复工复产，当地的正常生活秩序开始陆续恢复。
8月15日11时，涿州恢復供水。8月25日，涿州最大的农产品批发市场恢复营业。截至9月11日，已有超六成的出版印刷发行企业复工复产。

##### 高碑店市
8月1日，高碑店市发布紧急通知，指于7月31日23时30分启用东务分洪口，向兰沟洼蓄滞洪区内泄洪，其中高碑店市境内兰沟洼蓄滞洪区面积138平方公里，内有128个村、11.3万人在启用分洪口之前迅速转移，並快速撤离沿河活动人员。

##### 定兴县
河北省于7月31日23时30分启用兰沟洼蓄滞洪区分滞洪水，其中定兴县境内兰沟洼蓄滞洪区面积88平方公里，当天完成转移45个村、69247人，原地避险4个村、7062人，启用集中安置点39个。8月4日，来自北京房山的天海应急救援队赶赴定兴县，协助开展防汛救灾工作。8月5日，在定兴县泄洪区，一名男子被发现趴在玉米地一块漂浮的板子上，受困多时应急救援队救下。

##### 易县
7月31日，受强降雨影响，河北保定易县紫荆关镇教场村部分区域被洪水淹没。易县气象台08月01日02时06分继续发布暴雨红色预警信号：截止到8月1日02时，本次降雨过程全县最大降雨量706.7mm（易县紫荆关镇）。

##### 淶水縣
截至8月5日，涞水县15个乡镇、284个村受灾。其中野三坡景区全境受灾，大部分桥梁被冲毁、道路被冲断，通信和电力相继中断，共转移游客和群众2.6万人。

##### 涞源县
涞源县17个乡镇277个村受灾，洪灾造成大面积停电，受灾人口6万余人，房屋、农作物、通信、电力、交通基础设施等损毁严重。南马庄乡成为重灾区之一，乡政府所在地一度成为“孤岛”，与外界失联。

##### 顺平县
保定顺平县境内国省道、县乡道路在强降雨中受损严重、交通中断，当地组织力量清理疏通。

#### 雄安新区
雄安新区雄县朱各庄镇新盖房枢纽及时启动运行分洪闸和新盖房分洪道，保证上游泄洪顺畅，缓解上游防汛压力。8月2日10时，新盖房分洪道出现最大下泄流量2790立方米/秒。

#### 邢台市
邢台市信都區龐會橋位於太行山深處，是四道山川的交匯處。持續多日的強降雨導致河水猛漲、山洪暴發，周邊區域受災嚴重，信都區受洪水沖擊，G340公路和井峪橋等多處道路、橋梁被毀。信都區前南峪賓館是受災群眾臨時安置點之一，200余人在此得到妥善安置。位于太行山南部的临城县梁家庄村累计降雨量突破1000毫米，是本轮强降雨全省最大的降雨点。同处太行山脉南段，被称为“中国大陆持续暴雨极值中心”的内丘县獐么乡田白芷村，而此次的雨量也达到了 800 多毫米。
受持续性强降雨影响，河北省大陆泽、宁晋泊蓄滞洪区启用。宁晋县蓄滞洪区面积300多平方公里，涉及116个行政村15万余人。宁晋县组建了160人的专业抢险队和1.3万余人的群众抢险队。截至8月2日下午，宁晋县启用安置点14个，转移人员6万余人，集中安置人员4400余人。

#### 廊坊市
为确保大清河、永定河行洪安全，7月30日，廊坊市发布东淀蓄滞洪区启用橙色预警，7月31日发布永定河泛区启用红色预警，对广阳、安次、固安、永清、文安、霸州6个县（市、区）启动群众转移、安置点建设、隐患排查等工作。截至8月6日，6个县（市、区）19个乡镇213个村街20余万人有序完成转移安置。

##### 霸州市
暴雨發生後，河北啟用7處蓄滯洪區分洪，位於廊坊霸州的東澱蓄滯洪區於8月1日啟用，涉及霸州市霸州镇、东杨庄乡、王庄子镇、胜芳镇、扬芬港镇5个乡镇、47个村街。截至7月31日15时，共转移群众73205人。有民眾控訴泄洪令當地大面積被淹。因為不滿官媒宣稱是降雨導致淹水，霸州的災民於8月4日到霸州市政府高舉橫幅抗議，並與在場警察爆發衝突。8月5日，霸州官方發表公開信，感谢东淀蓄滞洪区乡亲，坦承泄洪致災並承諾全面做好受灾补偿。

#### 沧州市
沧州市文安县部分村庄位于东淀蓄滞洪区。7月30日，文安县对8个村庄共计1.6万名群众完成转移安置。献县泛区包括饶阳县、武强县、献县共104个行政村，献县境内涉及52个行政村，常住人口约4万人。7月31日起，献县设置12个临时集中安置点对4.6万多名受威胁群众转移。

#### 张家口市
7月31日，张家口市涿鹿县多个村镇遭遇山洪，村庄被淹、道路损毁、桥梁垮塌，部分村庄一度与外界失联，大河南镇近20个村落的万余名村民被困。怀来县从7月29日起由于降雨持续，水位有持续上涨的趋势，部分区域积水达1.5米，多处房屋被淹，一小区积水严重，5人被困，消防员到利用铲车和橡皮艇将5名被困群众解救至安全位置。

### 山西省
受连续降雨影响，五台山、雁门关、王莽岭、娘子关、芦芽山、藏山、百团大战纪念馆、太行山大峡谷等多个景区景点发布临时闭园通告。

#### 陽泉市
7月30日，阳泉市发布暴雨橙色预警和地质灾害气象风险橙色预警，从7月29日7时至30日9时，阳泉市平均降雨量达113.4毫米，强降雨导致多地发生内涝，阳泉市发布城市内涝气象风险黄色预警。此外，记者从当地水利、气象部门了解到，7月30日白天到夜间，受强降雨影响，阳泉大部分地区发生山洪的可能性很大，山洪灾害气象风险预警要求有关单位和部门加强山区河道、水库及淤地坝巡查，做好实时监测、洪水预警、险情处置和转移避险等工作；广大群众安排好生产生活，远离边山峪口，避开山洪沟道，注意防范洪水威胁。

### 河南省

#### 鹤壁市
根据海河流域漳卫河水系卫河来水情况，8月1日15时位于共产主义渠的共渠西蓄滞洪区启用，在河南省鹤壁市浚县境内。

## 灾后工作

### 国家相关部门和政府组织

#### 中央部委
2023年7月31日，财政部、农业农村部安排农业生产防灾救灾资金4.32亿元，支持河北等8省份开展农业水旱灾害救灾和灾后恢复生产等相关工作，资金主要用于对受灾地区农作物改种补种、购置恢复农业生产所需物资等给予补助。
8月1日，中共中央总书记、中国国家主席、中央军委主席习近平对防汛救灾工作作出指示，要求各地要全力搜救失联、被困人员，做好受伤人员救治和遇难者家属安抚工作，尽最大限度减少人员伤亡。他指要妥善安置受灾群众，抓紧修复交通、通讯、电力等受损基础设施，尽快恢复正常生产生活秩序，全力保障人民群众生命财产安全和社会大局稳定。中共中央政治局常委、中国国务院总理李强作出批示，要求国家防总、应急管理部、水利部等要全力救灾。
同日，水利部部长李国英主持专题会商会，提出要“确保首都北京、大兴机场、雄安新区防洪绝对安全”。財政部和应急管理部緊急預撥1億1千萬元人民幣中央自然災害救災資金支持受災省市做好防汛救災工作，財政部亦於7月31日撥付8.42億元農業防災減災和水利救災資金，支持河北等12個省份開展水旱災害救災等相關工作。中共中央組織部從代中央管理黨費中給北京、河北、天津3個省市劃撥專項資金4,400萬元，用於支持防汛救災工作。中央組織部要求各地要認真貫徹落實習近平總書記重要指示精神，全力做好防汛救災工作，盡最大限度減少人員傷亡，全力保障人民群眾生命財產安全和社會大局穩定。各級領導幹部要加強應急值守、靠前指揮，緊盯防汛重點部位，落實落細各項防汛措施；廣大基層黨組織和黨員幹部要衝鋒在前、守好陣地，在防汛救災中充分發揮戰鬥堡壘作用和先鋒模範作用。同時強調，這筆黨費要及時撥付給基層，主要用於慰問奮戰在防汛救災第一線的基層黨員、幹部和群眾，慰問因受災嚴重而遇到生活困難的黨員、群眾；修繕因災受損的基層黨員教育設施。相關省市要根據實際從本級管理黨費中落實配套資金，及時劃撥給基層，投入防汛救災工作，做到專款專用。
8月2日，國家發展改革委宣布，緊急下達中央預算內投入1億元人民幣，專項用於北京、河北暴雨洪澇災害受災嚴重地區基礎設施和公共服務設施災後應急恢復重建。国家减灾委、应急管理部将国家救灾应急响应级别提升至Ⅲ级。水利部启动洪水防御Ⅳ级应急响应。财政部、交通运输部紧急下达公路应急抢通补助资金3000万元，全力支持北京、河北开展公路应急抢通工作。中央组织部从代中央管理党费中给北京、河北、天津3个省市划拨专项资金4400万元，用于支持防汛救灾工作。农业农村部召开农业防台防汛抗灾救灾调度会，调度当前北京、天津、河北等地农业汛情灾情，研究部署农业防灾减灾和灾后生产恢复工作。
8月3日，水利部发布信息称洪水来临后,海河流域155座大中型水库全部投入防洪使用，已启用八处蓄滞洪区。其中降雨影响较大的京津冀地区，79座大中型水库投入使用，拦蓄洪水24亿立方米，有效减轻了下游的防洪压力。
8月4日，国家发展改革委追加1亿元支持河北、天津受灾严重地区基础设施和基本公共服务设施应急恢复重建。财政部、水利部紧急下达4.5亿元中央财政水利救灾资金，用于京津冀受灾地区，开展水毁水利工程设施修复等相关工作。
8月4日16时，国家防总将针对吉林、黑龙江的防汛应急响应提升至三级，维持对天津、河北的防汛二级应急响应，对北京调整至防汛三级应急响应。
8月5日，国家防总办公室、应急管理部滚动组织防汛防台风专题视频会商调度，与中国气象局、水利部、自然资源部会商研判华北、东北暴雨洪涝灾害和6号台风“卡努”发展趋势，视频连线天津、吉林、黑龙江、河北等省份防办，安排部署重点地区防汛救援工作。应急管理部调派国家消防救援队伍、国家专业救援队赶赴重灾区，全力支援当地抢险救灾工作。国家减灾委赴河北工作组深入廊坊、保定两地实地查看灾情，协助当地研判工作短板、物资缺口，重点指导做好安置点管理、救灾物资发放、医疗救助等工作。其中，针对河北涿州灾情，调派山东消防救援总队519人、87车、76舟艇跨区域增援，截至5日16时，共执行抗洪抢险任务67起，营救疏散遇险被困群众1098人，累计排水31.7万立方米。调派国家矿山救援开滦队、国家危化救援中原油田队、国家管道救援廊坊队、国家安全生产应急救援新兴际华等4支国家专业救援队伍，携带大流量排水泵、发电车和后勤保障装备，于8月5日凌晨2时前全部抵达涿州，第一时间投入排涝救灾工作。
8月1日-8日，受习近平总书记委派，中共中央政治局委员、国务院副总理张国清代表党中央、国务院，先后到北京、天津、黑龙江、河北视察水灾灾情，指导防汛抗洪救灾。
8月8日，财政部、农业农村部紧急下达农业生产防灾救灾资金7.32亿元，支持北京、天津、河北、山西、内蒙古、吉林、黑龙江、浙江、福建9省（区、市）及北大荒农垦集团等，抓紧开展农业防汛救灾及灾后农业生产恢复等相关工作，对购买灾后农业生产恢复所需种子（苗）、化肥、农药等物资和作业服务，以及农业生产设施灾损修复等给予适当补助。
8月9日，财政部、水利部紧急预拨10亿元，对国家蓄滞洪区运用期间群众的农作物、专业养殖、经济林、住房、家庭农业生产机械等水毁损失予以补偿，帮助受灾群众尽快恢复正常生产生活秩序。
8月10日，中华全国总工会根据东北、华北地区洪灾情况，再次紧急向黑龙江、吉林、河北、天津四省市总工会紧急下拨工会救灾补助资金600万元，支持地方工会开展防洪救灾工作。财政部、水利部再次下达水利救灾资金15.05亿元，支持北京、天津、河北、山西、内蒙古、辽宁、吉林、黑龙江、浙江、安徽、福建、河南、广东等13省（区、市）受灾地区，用于江河湖泊堤坝、水库及其涵闸、泵站、河道工程等水利工程设施水毁灾损修复，帮助受灾地区尽快恢复灾后生产生活秩序。
8月11日，财政部、应急管理部再次紧急预拨14.6亿元中央自然灾害救灾资金，支持京津冀及黑龙江、吉林5省（市）防汛救灾工作，重点用于受灾群众救助，保障好受灾群众基本生活，迅速启动倒损住房恢复重建等事项，确保受灾群众生活得到妥善安置，尽快恢复灾区生产生活秩序。加上此前已预拨资金，入汛以来，中央财政已下达各项防汛救灾资金77.38亿元，其中京津冀及黑龙江、吉林5省（市）50.89亿元。截至8月11日，国家开发银行8月已向京津冀受灾地区发放应急贷款8.65亿元。国家防总办公室、应急管理部会同国家粮食和物资储备局分别于8月11日晚和12日向天津、河北紧急调运防管涌土工滤垫、防管涌围井围板、拖车式水泵站、大流量应急排水泵、移动排水泵等总价值379万余元的中央应急抢险救灾物资支持抗洪抢险排涝工作。
截至8月13日，中国乡村发展基金会已派出14支救援队伍建立多个工作站，助力河北涿州、涞水、阜平、隆尧、宁晋，北京昌平、房山、门头沟，黑龙江五常、延寿、尚志，吉林舒兰，天津武清区、西青抗洪救灾，全力开展一线受灾群众临时安置、紧急救援物资援助、重振家园——以工代赈家园清理等项目。
8月15日，国家发展改革委增加安排中央预算内投资5亿元，支持河北、北京、黑龙江、吉林、福建、重庆6省市受灾严重地区基础设施和基本公共服务设施应急恢复重建。加上前两批已经安排的2亿元，国家发展改革委2023年已累计安排7亿元，专项用于受灾严重地区灾后应急恢复重建。
8月17日，中共中央政治局常务委员会召开会议，研究部署防汛抗洪救灾和灾后恢复重建工作。中共中央总书记习近平主持会议。
8月19日，财政部、水利部在8月9日紧急预拨10亿元国家蓄滞洪区补偿资金的基础上，再次预拨5亿元，支持天津、河北对国家蓄滞洪区运用期间群众的农作物、专业养殖、经济林、住房、家庭农业生产机械等水毁损失予以补偿，帮助灾区尽快恢复正常生产生活秩序，全力保障人民群众生命财产安全。 财政部会同应急管理部再次预拨10亿元中央自然灾害救灾资金，重点支持京津冀及黑龙江、吉林等受灾严重地区做好受灾群众救助等工作，保障受灾群众得到妥善安置，及早恢复灾区正常生产生活秩序，入冬前能够回家或搬入新居。入汛以来，中央财政已累计下达各项防汛救灾资金96.84亿元。
8月21日，水利部召开海河“23·7”流域性特大洪水防御情况新闻发布会，水利部副部长刘伟平介绍有关情况，并和水旱灾害防御司司长姚文广、规划计划司司长张祥伟、海河水利委员会主任乔建华、水文司副司长刘志雨、信息中心副主任钱峰共同答记者问。
10月24日，中央财政决定在第四季度增发2023年国债1万亿元，通过转移支付方式全部安排给地方，集中力量支持灾后恢复重建和弥补防灾减灾救灾短板，整体提升国家抵御自然灾害的能力，更好保障人民群众生命财产安全。
11月10日，中共中央总书记、国家主席、中央军委主席习近平在北京、河北保定涿州市考察灾后恢复重建工作，同当地群众交流。蔡奇、何卫东、殷勇、倪岳峰和王正谱分别陪同考察。

#### 地方
8月1日至2日，河北省省长王正谱在张家口、廊坊、保定等地检查调度防汛工作，研究会商抢险救援工作，查看永定河泛区河堤和白沟河左堤汛情。河北省委書記、省人大常委會主任倪岳峰在邢台市信都區、保定市滿城區龍門水庫和涿州市小清河蓄滯洪區、雄安新區白溝河大堤、新蓋房水利樞紐和截洪渠察看水庫行洪泄洪和蓄滯洪區運用措施，檢查防汛搶險救災工作。河北省财政厅紧急动用预备费下达蓄滞洪区转移群众临时生活补助1.08亿元，预拨中央和省级自然灾害救灾资金8000万元，由市县统筹用于应急救援和受灾群众救助。此外，还临时调拨库款50亿元，保障市县做好防汛救灾工作，确保基层正常运转。河北省总工会下拨第一批救灾慰问资金500万元，支持保定、邢台、石家庄、廊坊、张家口、沧州、邯郸、雄安新区等地工会开展抢险救灾工作。河北省减灾委员会于8月2日22时启动省级自然灾害救助应急预案II级响应，紧急向石家庄、保定、邯郸、张家口4市调拨省级救灾物资60400件，同时申请中央救灾物资10000件，有序组织发放。
截至8月3日，北京市门头沟区已通过陆路向13个街镇配送了54.9万余箱（件）矿泉水、面包等生活保障类物资；向9个街镇及救援部门和火车滞留客车调拨物资19批次共计16657件（套），价值230余万元的帐篷、折叠床、毛巾被等18类生活保障物资，消杀工作全面启动。
8月3日，河北省委书记、省人大常委会主任倪岳峰，省委副书记、省长王正谱到保定涿州市察看积水路段，了解救灾情况，到沧州市检查防汛和群众转移安置情况。
8月4日，河北省委书记、省人大常委会主任倪岳峰在廊坊市安次区检查防汛抢险救灾工作，查看永定河行洪、永定河泛区村庄受灾和村民转移安置情况。8月5日，倪岳峰在邢台市临城县梁家庄村和“中国大陆持续暴雨极值中心”内丘县田白芷村察看受灾和村民转移安置情况。
截至8月4日8时，河北省应急管理厅共计向雄安新区、保定、廊坊、张家口调运冲锋舟、救生衣、防汛子堤、橡皮舟、水路两栖车等9个品种8090台(套)的省级防汛物资，总价值4618.77万元。其中，调往保定涿州的省级防汛物资共9批4222台(套)，价值2100余万元。截至8月7日8时，河北累计派出4463个工作组，投入查险抢险力量86.95万人次，投入物资价值近3.5亿元(人民币，下同)，转移避险168.58万人。河北省应急管理厅累计调运冲锋舟、救生衣、防汛子堤、无人机和排水泵车等8106台(套)价值6378.34万元省级防汛物资；累计下拨省级救灾物资18万余件，申请中央救灾物资3万余件。
8月9日，北京市举行防汛救灾工作情况新闻发布会，公布受灾情况和恢复进展，规划用三年左右时间，全面完成灾后恢复重建工作。
8月2日至21日，河北省委书记、省长多次召开省2023年洪涝灾后重建领导小组会议，并持续到各地市调研防汛抢险救灾和灾后恢复重建等工作。
8月11日，河北省召开防汛救灾暨灾后重建新闻发布会，公布全省受灾情况和恢复进展，计划用两年时间完成重建工作。河北省总工向全省受灾地区下拨第二批专项资金8000万元，用于救助受灾职工和支持受灾企业恢复生产。
8月13日，河北省开始向蓄滞洪区受灾群众发放预拨的补偿款。河北省本次共预拨蓄滞洪区运用补偿资金11.9亿元。该项资金补偿范围为7处蓄滞洪区涉及到的邢台市宁晋县、隆尧县、任泽区、南和区，保定市涿州市、高碑店市、定兴县，廊坊市文安县、霸州市、永清县、安次区，以及衡水市饶阳县、沧州市献县等13个县（市、区）的700多个村。
8月16日，天津市政府召开灾情救助和灾后恢复重建专题会议，部署天津市灾情救助和灾后恢复重建工作。
11月14日至15日，河北省委书记、省人大常委会主任倪岳峰，省委副书记、省长王正谱分别带队，到保定市涞水县、涞源县、阜平县、易县，廊坊市文安县、霸州市、安次区、永清县和张家口市涿鹿县等地，检查指导灾后恢复重建工作。

### 社会事业、高校团体
北京市无线电协会向北京市及周围地区的业余无线电爱好者（HAM）发出了紧急通知，倡议各爱好者积极参与到救灾应急通讯中。在房山区河北镇出现严重灾情，失去常规通信手段（如手机）后，协调各业余电台在各业余频率上与河北镇爱好者取得联系，通报交流灾区情况，并与市政府等有关部门取得联动。
7月31日晚，一份名为《京津冀暴雨求助信息统计汇总表》的腾讯文档在社交网络中流转，网民开始自发地在社交媒体上分享这份表格，寻求互助。
上海、北京、天津等全国多所高校相继发布通知，宣布启动临时困难补助申请工作，排摸学生受灾情况，开展帮扶。
上海市慈善基金会启动“驰援京津冀等地区水灾”专项行动，接受社会捐款捐物。截至8月11日12时，上海市慈善基金会“驰援京津冀地区水灾专项行动”已累计收到线上线下捐赠资金707万元。8月12日下午，上海市慈善基金会首批价值296万元的救援物资，由上海启程运往河北涿州灾区。
截至8月3日，北京、天津、河北等受灾地区保险机构收到保险报案14.36万件，目前已赔付案件2.73万件，赔付金额1.16亿元，主要涉及车险、企财险和农业保险。截至8月12日10时，河北等16个受灾地区的保险机构收到保险报案26.06万件，估损金额97.82亿元，目前已赔付案件11.4万件，赔付金额14.5亿元。

### 企业
中國境內多間科技企業紛紛發起行動，捐款捐物馳援暴雨災區。其中小米集團旗下的小米公益基金會捐贈2,500萬元，用於保障北京、河北受災群眾的人身安全、採購緊急救災物資和救援設備，及幫助災後重建工作。京東集團公益基金會宣佈捐贈3,000萬元物資馳援防汛救災，並組織當地快遞小哥將部分應急物資直接送達急需救援的老人、兒童和急重病人手中。滴滴出行一眾旗下司機組成、經過專業培訓的“滴滴公益救援隊”均參與救災工作，7月31日夜間至8月1日淩晨，首批9名隊員在北京房山區竇店鎮，共搜救轉運受困群眾19人；8月1日，第二批8名隊員，接力加入了竇店鎮田園新村及琉璃河鎮的被困人員搜救行動。網易公益基金會於8月2日捐贈首期500萬元現金，包括應急物資，用於支援當地緊急救災等工作。
淘宝平台上线水灾救灾项目，为中国乡村发展基金会、爱德基金会等公益组织开通公众募捐通道。支付宝公益平台上线“应急救灾专区”，为多家公益机构的 10 余个防汛救灾项目开辟筹款通道。腾讯也为应急管理部“灾害应急救援救助平台”在河北的启用提供技术支持与保障。京东物流紧急调配的物流无人机参与涿州救援工作。百度地图联合应急管理部，上线全民预警“京津冀暴雨救援”专题，开启救援绿色通道。抖音、今日头条等字节跳动公益平台联合多家媒体开通“暴雨互助帮忙”通道和直播渠道，开通“寻人”入口，截至8月2日成功找到7名失联者。路透社報道，蘋果公司執行長提姆·庫克在新浪微博表示，蘋果將對北京和週遭河北省的洪災救援工作捐款，不過未說明款項數額。
在上海书展当中，亦出现了对于涿州受灾机构的缓解困境的售卖活动。
2024年5月25日，门头沟北京悉昙酒店在修复工作完成后重新开业。

### 社会捐赠捐助
京津冀地区遭遇强降雨袭击以来，来自互联网、汽车等行业的多家企业加入防汛救灾行列，通过捐款、捐赠物资，组织救援队的方式支援灾区。据不完全统计，截至8月3日17时，企业累计捐款、捐物总额已超5亿元。

#### 车企
| 企业名称          | 捐赠金额、物资         | 参考    | 备注 |
| ----------------- | ---------------------- | ------- | ---- |
| 理想汽车          | 2000万元和车辆维护救助 | [ 256 ] |      |
| 比亚迪慈善基金会  | 2000万元               | [ 257 ] |      |
| 宝马集团          | 1500万元               | [ 258 ] |      |
| 长安汽车          | 2000万元和车辆维护救助 | [ 259 ] |      |
| 长城汽车          | 2000万元和车辆维护救助 | [ 260 ] |      |
| 梅赛德斯-奔驰基金 | 应急关爱包物资         | [ 260 ] |      |
| 广汽集团          | 1000万元               | [ 261 ] |      |
| 吉利控股集团      | 5000万元               | [ 261 ] |      |
| 奇瑞控股集团      | 2000万元               | [ 262 ] |      |
| 阿维塔科技        | 350万元                | [ 261 ] |      |

#### 互联网、电商、科技、在线教育企业
| 企业名称           | 捐赠金额、物资                 | 参考    | 备注          |
| ------------------ | ------------------------------ | ------- | ------------- |
| 小米公益基金会     | 2500万元                       | [ 256 ] |               |
| 阿里巴巴公益基金会 | 3000万元                       | [ 256 ] |               |
| 字节跳动公益基金会 | 1亿元                          | [ 263 ] |               |
| 腾讯基金会         | 700万元并追加1亿元             | [ 264 ] |               |
| 腾讯公益平台       | 超360万元                      | [ 264 ] |               |
| 网易公益基金会     | 500万元现金和500万元的应急物资 | [ 265 ] |               |
| 京东集团公益基金会 | 3000万元物资                   | [ 266 ] |               |
| 拼多多             | 3000万元                       | [ 266 ] |               |
| 贝壳公益基金会     | 800万元                        | [ 267 ] |               |
| 蚂蚁公益基金会     | 2000万元                       | [ 268 ] |               |
| 北京光彩公益基金会 | 200万元                        | [ 269 ] | 由360集团出资 |
| 百度               | 3000万元                       | [ 270 ] |               |
| 好未来公益基金会   | 200万元                        | [ 271 ] |               |
| 新东方教育科技集团 | 600万元                        | [ 272 ] |               |
| 新浪集团           | 1000万元                       | [ 273 ] |               |
| 联想集团           | 1000万元                       | [ 274 ] |               |
| BOSS直聘           | 200万元                        | [ 261 ] |               |
| 立讯精密           | 1000万元                       | [ 261 ] |               |
| 杭州海上月公司     | 50万元                         | [ 275 ] |               |
| 云上珠宝（云上叙） | 200万元                        | [ 261 ] |               |
| 希音公司           | 1000万元                       | [ 261 ] |               |
| 交个朋友控股       | 100万元                        | [ 261 ] |               |
| 苹果公司           | 微博发文将捐赠支持灾区         | [ 276 ] |               |
| 美团公益基金会     | 3000万元                       | [ 276 ] |               |
| 大北农集团         | 1亿元物资及现金                | [ 276 ] |               |
| 京鳞子(上海)科技   | 200万元防护物资                | [ 277 ] |               |
| 深圳玉希传媒公司   | 100万元                        | [ 278 ] |               |
| 湖远行网络科技     | 50万元                         | [ 279 ] |               |

#### 餐饮食品消费企业
| 企业名称           | 捐赠金额、物资             | 参考    | 备注 |
| ------------------ | -------------------------- | ------- | ---- |
| 喜隆多             | 50万元和20万元防汛救灾物资 | [ 280 ] |      |
| 海底捞             | 100万元                    | [ 281 ] |      |
| 蜜雪冰城           | 1000万元和47000箱瓶装水    | [ 282 ] |      |
| 喜茶               | 500万元                    | [ 283 ] |      |
| 古茗               | 500万元                    | [ 284 ] |      |
| 霸王茶姬           | 1000万元                   | [ 285 ] |      |
| 瑞幸咖啡           | 500万元                    | [ 286 ] |      |
| 茶百道             | 1000万元                   | [ 261 ] |      |
| 今麦郎             | 35万瓶凉白开               | [ 261 ] |      |
| CoCo都可           | 100万元                    | [ 261 ] |      |
| 沪上阿姨           | 300万元                    | [ 261 ] |      |
| 茉酸奶             | 500万元                    | [ 261 ] |      |
| 书亦烧仙草         | 500万元                    | [ 261 ] |      |
| 益禾堂（湖北）餐饮 | 100万元                    | [ 261 ] |      |
| 洋河股份           | 1000万元                   | [ 276 ] |      |
| 茶颜悦色           | 200万元                    | [ 276 ] |      |
| 呷哺集团           | 100万元                    | [ 276 ] |      |
| 百胜中国           | 100万元                    | [ 276 ] |      |
| 麦当劳中国         | 100万元                    | [ 276 ] |      |
| 星巴克             | 100万元                    | [ 276 ] |      |
| 盼盼食品集团       | 21万余元的食品             | [ 287 ] |      |

#### 医药健康企业
| 企业名称     | 捐赠金额、物资        | 参考    | 备注 |
| ------------ | --------------------- | ------- | ---- |
| 修正药业集团 | 1200万元物资          | [ 261 ] |      |
| 葵花業       | 13000盒儿童常用药品   | [ 261 ] |      |
| 广药集团     | 500万元急需药品、饮料 | [ 261 ] |      |
| 鲁南制药集团 | 80余万元抗灾药品      | [ 261 ] |      |
| GE医疗       | 100万元               | [ 276 ] |      |
| 阿斯利康     | 100万元               | [ 276 ] |      |

#### 体育服饰企业
| 企业名称         | 捐赠金额、物资         | 参考    | 备注 |
| ---------------- | ---------------------- | ------- | ---- |
| 李宁集团         | 2500万元物资           | [ 261 ] |      |
| 九牧王集团       | 500万元物资            | [ 261 ] |      |
| 安踏集团         | 2000万物资及1000万现金 | [ 276 ] |      |
| 361°集团         | 1000万元物资           | [ 276 ] |      |
| 特步集团         | 2000万元物资           | [ 276 ] |      |
| 中乔体育         | 1500万元物资           | [ 276 ] |      |
| 匹克体育         | 500万元物资            | [ 276 ] |      |
| 德国彪马（PUMA） | 1000万元物资           | [ 276 ] |      |
| 鸿星尔克         | 紧急物资               | [ 276 ] |      |

#### 金融物流企业
| 企业名称           | 捐赠金额、物资                       | 参考    | 备注           |
| ------------------ | ------------------------------------ | ------- | -------------- |
| 华夏人慈善基金会   | 100万元生活物资                      | [ 288 ] | 由华夏基金出资 |
| 广发基金公益基金会 | 100万元救援物资                      | [ 289 ] |                |
| 顺丰公益基金会     | 1000万元60余吨矿泉水和食品等急需物资 | [ 276 ] |                |
| 闪送               | 1亿元                                | [ 276 ] |                |
| 辽宁方大集团       | 3000万元现金及3000万元物资           | [ 276 ] |                |

#### 明星网红及个人
| 明星网红           | 捐赠金额、物资                  | 参考    | 备注                       |
| ------------------ | ------------------------------- | ------- | -------------------------- |
| 三只羊网络         | 2000万元                        | [ 290 ] | 网红“疯狂小杨哥”的运营实体 |
| 黄晓明明天爱心基金 | 100万元和20条专业救援船只及物资 | [ 291 ] |                            |
| 王宝强             | 6大卡车的物资                   | [ 292 ] | 亲自押送                   |
| TFBOYS             | 300万元                         | [ 292 ] |                            |
| 时代少年团         | 200万元                         | [ 292 ] |                            |
| 吴京谢楠夫妇       | 150万元                         | [ 292 ] |                            |
| 林志玲             | 50万元                          | [ 292 ] |                            |
| 张天爱             | 30万元                          | [ 292 ] |                            |
| 朱一龙             | 30万元                          | [ 292 ] |                            |
| 郝邵文             | 50万元                          | [ 292 ] |                            |
| 李立群             | 25万元                          | [ 292 ] |                            |
| 蒋欣               | 20万元                          | [ 292 ] |                            |
| 黄圣依杨子夫妇     | 30万元                          | [ 292 ] |                            |
| 邓超               | 10万元                          | [ 292 ] |                            |
| 孙红雷             | 10万元                          | [ 292 ] |                            |
| 王珞丹             | 8万元                           | [ 292 ] |                            |
| 陈伟霆             | 5万元                           | [ 292 ] |                            |
| 辛有志             | 救援设备及生活物资              | [ 261 ] |                            |
| 李佳琦             | 500万元                         | [ 293 ] |                            |
| 郭德纲             | 100万元                         | [ 294 ] |                            |
| 林依轮             | 100万元及物资                   | [ 295 ] |                            |
| 赵珈萱（主播）     | 100万元                         | [ 296 ] | 网红“球球”的运营实体       |
| 谢霆锋             | 食品物资                        | [ 297 ] |                            |
| 金爱罗（主播）     | 50万元                          | [ 298 ] |                            |
| 赵丽颖             | 生活食品物资                    | [ 299 ] |                            |
| 李泽楷             | 2000万港元                      | [ 300 ] |                            |
| 周杰伦昆凌夫妇     | 300万元                         | [ 301 ] |                            |

## 相關爭議

### 涿州行洪与上游泄洪说法
上海同济大学水利工程系郑永来教授解释说，上游泄洪导致涿州汛情的说法没有依据。涿州此次成为重灾区，重要原因之一是河流密集，除了北拒马河“在这里拐了个弯”，还有五条河流在此交汇，导致强降雨汇流、洪水无法有效行洪。据中国科学院地理科学与资源研究所研究员贾绍凤透露，因上游暴雨主要集中在房山、门头沟和保定等山前地区，形成了“山洪型洪水”。上游山区坡度陡、地面汇流快，来水迅猛，山前冲积平原地区地势平坦，泄水能力和排水能力比较薄弱，尤其是保定涿州等地，受灾尤为严重。
河北省水利厅副厅长李娜称，这次涿州降雨量非常大，全市平均降雨量在398毫米，涿州有多条河流汇入，北拒马河上游来水最大洪峰达到了4500立方米每秒，同时还有北京市的房山区来水，琉璃河和小清河这两条河来水也超过了3000立方米每秒，多股水在涿州汇入，对其防洪影响很大，可用水漫涿州形容。据预测降水结束后，由于河道水位回落还有3到4亿的水要过境涿州。实际上，涿州市上游的北京西部山区由于是喀斯特地貌，无法修建水库，没有泄洪一说；而北京东部虽然泄洪，但流入的永定河不经过涿州。

### 涿州洪峰未通知
涿州市多地居民表示，導致当地受灾严重的原因是政府在北京水庫洩洪前並未發出通知要求居民撤離，各地有上百位居民因淹水被困，面臨斷水斷電的問題。有报道称政府有提前通知，但因村政府人员人手不足且走访宣布险情麻烦，以及村民对泄洪造成的影响不了解导致许多市民没有被及时疏散和撤离。上观新闻对灾区相关人员采访，有涿州市区居民表示，确有于7月31日19时左右收到微信群通知，但收到时水就已深至膝盖；农村居民则表示“村里是有通知，但是来得很慢而且很着急”，8月1日才通知转移；受灾的图书企业则表示7月29日接到的通知是防汛橙色预警，而非泄洪通知或最高级别的红色预警。也有村民安土重迁，不愿听从村干部或家人劝解转移，无法接受突然转移通知；一些村民则投亲靠友或由村委会统一安置。

### 蓄滯洪區及补偿
网络上亦在流传涿州被淹是为了保护北京、天津或雄安新区的说法。中共河北省委書記、省人大常委會主任倪岳峰稱要加強與國家防總的溝通，按照相關工作要求，有序啟用蓄滯洪區，減輕北京防洪壓力，堅決當好首都“護城河”。但胡锡进称「保北京」為“反常识”，因北京不在涿州下游。水利部长李国英主持专题会，要求“确保北京大兴机场、雄安新区等重点防御对象绝对安全”。中國水利水電科學研究院副總工程師程曉陶則稱蓄滯洪區并非應該犧牲，「蓄滯洪區既是防洪體系的一個重要組成部分，同時也是蓄滯洪區老百姓生存的家園，不是說他們應該是犧牲的對象。」上观新闻对相关人员采访提到，若没有蓄滞洪区有序分洪，容易导致下游地区河道流量过大、水位过高，引发更严重的灾害。蓄滞洪区的划定有严格标准，目前国家和河北省均对蓄滞洪区有相应的补偿规定。同时应对一些特大自然灾害，国家会印发专项的补偿办法。而官媒人民網和中国水利报社解釋稱「當洪水太大超過堤防防御能力時，啟用蓄滯洪區蓄滯洪水便成為防洪的必然需要。這也是為保全大局，而不得不犧牲局部的全局考量」。
河北省水利厅副厅长李娜举例称，小清河分洪区和兰沟洼分洪区位于涿州的周围，也是大清河北支水系的两个分洪区。大清河北支水系的水主要是来自白沟河和南拒马河的水，通过雄安新区的新盖房分洪道，洪水汇入到东淀，通过东淀蓄滞洪区，然后经过天津的独流减河，最后汇集到渤海。如果没有这两个蓄滞洪区来分泄大清河北支的来水，那么下游雄安新区和天津的防洪压力将是非常大的。蓄滞洪区对下游防洪起到了很好的支撑和保障作用。

### 涿州救灾邀请函
2023年7月31日，有中國大陸媒體披露，許多外地和民間救援隊遲遲未到涿州市，竟是在等受災地區開具「邀請函」，才可以出發跨省救援。但由於多地受災嚴重，當地政府「想開也無法開出來」，部分政府人員根本無法越過水浸的地方到辦公大樓取公章，更有鎮政府無奈表示「公章已經泡水」，有網民批評，「這樣的救災規定，在突發災害面前，顯得不可思議。」消息傳出後，引發眾多批評。8月2日上午，涿州當地傳出新消息，涿州沒有邀請函的專業救援隊可以與當地武裝部和消防可以直接對接接收，所有高速公路免費，邀請函可以後期補開。事后有报道提到，根据《关于支持引导社会力量参与救灾工作的指导意见》的规定，“邀请函”是避免浪费救援资源，对社会力量参与救灾工作的规控机制，需要事发地的应急管理部门申请开具邀请函，然后获邀救援队向属地应急部门报备后，才能前往当地救援，但也指出需要考虑特殊情况下特事特办的处理。8月3日，有报道提到当地政府及下属应急管理局不再接受新的救援队，而当地武装部和消防仍需接受救援队，并且武装部提到他们不需要“邀请函”。上观新闻对相关人员采访提到，涿州现场救援力量处饱和过剩状态，影响正常指挥调度，有300多支民间救援队到达河北涿州，据不完全统计，救援人员数量超过3700名。过多参与的救援力量致使当地不得不匀出物力、人力来专门保障救援队，然而，安置受灾人员的场所、物资数量极其有限。救援力量过饱和会挤占了有限的救援资源，对当地救灾产生负面影响。

## 各方反應
- 中華民國：
  - 總統府發言人林聿禪於2023年8月1日表示，對於北京連日暴雨造成洪水氾濫、人員傷亡事故，及農業經濟財損等災情，總統蔡英文、副總統賴清德對此表達關心與慰問[316][317]，亦期盼受災地區早日脫離洪害，回復正常生活[318]。
  - 海峽交流基金會祕書長邱垂正表示，已致函海峽兩岸關係協會轉達董事長李大維對受災地區人民的關心[319]。陸委會表示向受災民眾表達慰問關懷，並提醒身在當地的台灣民眾留意自身安全，據當時掌握訊息，除少部分台商廠房受損外，多數台商及其他人士尚無災情傳出[320]。
  - 中国国民党于2023年8月2日在推特表示，對中國大陸因連日暴雨導致洪災肆虐，造成各地人民及財產損失，表示深切的關懷與慰問。國民黨指出，位於北京丰台，象徵抗戰精神並承載兩岸命運的「盧溝橋」經洪水仍屹立不搖，「立足台灣的人民在慶幸之餘，也祝禱大陸人民勇敢挺過天災挑戰」[321]。
- 联合国：联合国秘书长副发言人於2023年8月1日表示，秘书长古特雷斯对北京暴雨造成多人遇难感到悲痛。[322]
- 欧洲联盟：歐洲委員會副主席兼歐盟外交與安全事務高級代表何塞普·博雷利在歐盟駐華使團官方推特賬號上說：“近期在中國北京和其它地區發生的強降雨和洪澇災害已致多人喪生，並對眾多受災民眾的生活帶來嚴重影響。歐盟在此表達與中國政府以及受災民眾團結抗災的決心，並隨時願為救災工作提供可能需要的任何支持。”[323]
- 美国：美国驻华大使尼古拉斯·伯恩斯于2023年8月4日在推特上向受到强降雨以及洪水影响的中国民众表达慰问。[324]
- 乌克兰：乌克兰总统弗拉基米尔·泽连斯基于2023年8月5日通过推特向中国国家主席习近平和中国人民表示慰问及支持，祝愿受害者早日康复，所有受损基础设施早日恢复。[325][326]
- 香港：香港特区政府宣布，从赈灾基金批出共约6500万港元予9个赈济灾民项目，在救援物资等方面赈济内地受灾同胞。行政长官李家超同日在社交媒体发文称，已指示相关部门须就灾情及相关赈灾支援与不同救援机构保持密切联系，监察实施具体赈灾计划的进展，以协助灾民早日恢复正常生活。他呼吁社会各界继续关注及支援内地救灾，为救援人员打气，并祝愿内地同胞一切平安，灾情尽快过去。特区政府发言人说，特区政府向内地受灾同胞表示深切慰问。[327]

## 释
1. ↑  “23·7”指2023年7月。
2. ↑  參見涿州一帶河流圖。

### 类同灾害事件
影响中国北方地区的水灾
- 1963年海河特大洪灾
- 河南“75·8”水库溃坝，1975年時，同樣因為颱風殘餘雲系影響而引發的嚴重水災。
- 2011年6月23日北京强降雨
- 2012年中国多地区强降雨
  - 2012年北京特大暴雨
  - 2012年天津特大暴雨
- 2021年7月河南水灾
- 2023年中国东北洪灾
- 2025年京津冀强降雨

2023年中国极端天气
- 2023年林芝雪崩
- 2023年开原龙卷风

### 其他同时期发生事件
- 2023年山东平原地震
- 2023年夏威夷山火

### 专题报道
- 百度跟进 —— 京津冀暴雨 （页面存档备份，存于）
- 百度跟进 —— 东三省暴雨 （页面存档备份，存于）